# Чемпіонат світу зі стрільби
Чемпіонат світу зі стрільби — змагання найкращих стрільців світу, які проводились Міжнародною Федерацією стрілецького спорту. Перший чемпіонат відбувся 1897 року в Ліоні. Під час цього турніру розігрувались 5 комплектів нагород в кульовій стрільбі. 1900-го медалі чемпіонату світу було розіграно в рамках Літніх Олімпійських ігор в Парижі. Надалі періодичність проведення і програма чемпіонатів неодноразово змінювалась. До 1931 року чемпіонат проходив щорічно (крім 1915—1920 і 1926 років). Потім раз на два роки. Починаючи з 1954 року чемпіонат проводиться один раз на 4 роки.

## Кульова стрільба
З 1960-х років також додатково проводяться чемпіонати світу зі стрільби по рухомій мішені. В період з 1979 по 1991 рік було проведено 7 окремих чемпіонатів зі стрільби з пневматичної зброї.
| #   | Рік           | Дата                      | Місце проведення                                     |
| --- | ------------- | ------------------------- | ---------------------------------------------------- |
| 1.  | 1897 Деталі   | 26 травня                 | Ліон, Франція                                        |
| 2.  | 1898 Деталі   | 30 червня                 | Турин, Італія                                        |
| 3.  | 1899 Деталі   | 21 червня                 | Лосдейнен, Нідерланди                                |
| 4.  | 1900 Деталі   | 2—7 серпня                | Париж, Франція                                       |
| 5.  | 1901 Деталі   | 10—12 липня               | Люцерн, Швейцарія                                    |
| 6.  | 1902 Деталі   | 28—30 травня              | Рим, Італія                                          |
| 7.  | 1903 Деталі   | 5—7 жовтня                | Буенос-Айрес, Аргентина                              |
| 8.  | 1904 Деталі   | 15—17 липня               | Ліон, Франція                                        |
| 9.  | 1905 Деталі   | 18—20 травня              | Брюссель, Бельгія                                    |
| 10. | 1906 Деталі   | 9—11 липня                | Мілан, Італія                                        |
| 11. | 1907 Деталі   | 16—18 липня               | Цюрих, Швейцарія                                     |
| 12. | 1908 Деталі   | 2—4 липня                 | Вена, Австро-Угорщина                                |
| 13. | 1909 Деталі   | 12—14 липня               | Гамбург, Німеччина                                   |
| 14. | 1910 Деталі   | 13—15 серпня              | Лосдейнен, Нідерланди                                |
| 15. | 1911 Деталі   | 8—11 липня                | Рим, Італія                                          |
| 16. | 1912 Деталі   | 9—12 липня                | Байонна, Франція Біарриц, Франція                    |
| 17. | 1913 Деталі   | 1—6 вересня               | Кемп Перрі, США                                      |
| 18. | 1914 Деталі   | 20—24 липня               | Віборг, Данія                                        |
| 19. | 1921 Деталі   |                           | Ліон, Франція                                        |
| 20. | 1922 Деталі   | 9—20 вересня              | Мілан, Італія                                        |
| 21. | 1923 Деталі   | 8—19 вересня              | Кемп Перрі, США                                      |
| 22. | 1924 Деталі   | 17—22 червня              | Реймс, Франція                                       |
| 23. | 1925 Деталі   | 11—13 серпня              | Санкт-Галлен, Швейцарія                              |
| 24. | 1927 Деталі   | 1—3 червня                | Рим, Італія                                          |
| 25. | 1928 Деталі   | 21—25 липня               | Гаага, Нідерланди                                    |
| 26. | 1929 Деталі   | 11—14 серпня              | Стокгольм, Швеція                                    |
| 27. | 1930 Деталі   | 2—9 серпня                | Антверпен, Бельгія                                   |
| 28. | 1931 Деталі   | 30 серпня—6 вересня       | Львів, Польща                                        |
| 29. | 1933 Деталі   | 12—19 липня               | { Гранада, Іспанія                                   |
| 30. | 1935 Деталі   | 22—28 вересня             | Рим, Італія                                          |
| 31. | 1937 Деталі   | 30 липня—9 серпня         | Гельсінкі, Фінляндія                                 |
| 32. | 1939 Деталі   | 5—10 липня                | Люцерн, Швейцарія                                    |
| 33. | 1947 Деталі   | 1—10 серпня               | Стокгольм, Швеція                                    |
| 34. | 1949 Деталі   | 4—13 листопада            | Буенос-Айрес, Аргентина                              |
| 35. | 1952 Деталі   | 13—18 серпня              | Осло, Норвегія                                       |
| 36. | 1954 Деталі   | 17—24 листопада           | Каракас, Венесуела                                   |
| 37. | 1958 Деталі   | 17—23 серпня              | Москва, СССР                                         |
|     | 1961* Деталі  | 10—17 червня              | Осло, Норвегія                                       |
| 38. | 1962 Деталі   | 11—20 жовтня              | Каїр, ОАР                                            |
| 39. | 1966 Деталі   | 14—24 липня               | Вісбаден, Німеччина                                  |
|     | 1967* Деталі  |                           | Пістоя, Італія                                       |
|     | 1969* Деталі  |                           | Сандвікен, Швеція                                    |
| 40. | 1970 Деталі   | 17—26 жовтня              | Фенікс, США                                          |
|     | 1973* Деталі  | 15—20 листопада           | Мельбурн, Австралія                                  |
| 41. | 1974 Деталі   | 20—28 вересня             | Берн, Швейцарія Тун, Швейцарія                       |
|     | 1975* Деталі  | 12—19 вересня             | Мюнхен, Німеччина                                    |
| 42. | 1978 Деталі   | 24 вересня—5 жовтня       | Сеул, Південна Корея                                 |
|     | 1979* Деталі  | 19—25 серпня              | Лінц, Австрія                                        |
|     | 1979** Деталі |                           | Сеул, Південна Корея                                 |
|     | 1981** Деталі | 5—15 серпня               | Санто-Домінго, Домініканська Республіка              |
|     | 1981* Деталі  | 16—23 жовтня              | Ломас-де-Самора, Аргентина                           |
| 43. | 1982 Деталі   | 1—14 листопада            | Каракас, Венесуела                                   |
|     | 1983* Деталі  | 15—25 червня              | Едмонтон, Канада                                     |
|     | 1983** Деталі | 20—22 вересня             | Інсбрук, Австрія                                     |
|     | 1985** Деталі | 21—23 квітня              | Мехіко, Мексика                                      |
| 44. | 1986 Деталі   | 25—31 серпня 5—14 вересня | Шевде, Швеція Зуль, Німецька Демократична Республіка |
|     | 1987** Деталі | 23—25 жовтня              | Будапешт, Угорщина                                   |
|     | 1989** Деталі | 24—30 квітня              | Сараєво, Югославія                                   |
| 45. | 1990 Деталі   | 7—19 серпня               | Москва, СССР                                         |
|     | 1991** Деталі | 17—22 квітня              | Ставангер, Норвегія                                  |
| 46. | 1994 Деталі   | 23 липня—4 серпня         | Мілан, Італія Фаньяно-Олона, Італія                  |
| 47. | 1998 Деталі   | 14—28 липня               | Барселона, Іспанія                                   |
| 48. | 2002 Деталі   | 2—16 липня                | Лахті, Фінляндія                                     |
| 49. | 2006 Деталі   | 21 липня—5 серпня         | Загреб, Хорватія                                     |
|     | 2008* Деталі  | 18—26 жовтня              | Плзень, Чехія                                        |
|     | 2009* Деталі  | 22—30 серпня              | Гейнола, Фінляндія                                   |
| 50. | 2010 Деталі   | 29 липня—11 серпня        | Мюнхен, Німеччина                                    |
|     | 2012* Деталі  | 1—10 червня               | Стокгольм, Швеція                                    |
| 51. | 2014 Деталі   | 6—20 вересня              | Гранада, Іспанія                                     |
|     | 2016* Деталі  | 15—23 липня               | Зуль, Німеччина                                      |
| 52. | 2018 Деталі   | 31 серпня—14 вересня      | Чханвон, Південна Корея                              |

| *  | — чемпіонати світу зі стрільби по рухомій мішені    |
| ** | — чемпіонати світу зі стрільби з пневматичної зброї |

## Стендова стрільба
Змагання зі стендової стрільби вперше ввійшли до програми чемпіонатів світу 1929-го у Стокгольмі. Тоді теж було розіграно медалі в індивідуальному і командному змаганнях на траншейному стенді серед чоловіків. 1930 року в Римі пройшов перший окремий чемпіонат світу зі стендової стрільби. 1947 року до програми чемпіонатів було включено змагання зі стрільби на круглому стенді, а з 1962-го в неї входять змагання серед жінок. З 1965 року чемпіонати світу зі стендової стрільби проводяться 3 рази на 4 роки. По непарних роках проводяться окремі турніри, в роки проведення чемпіонатів світу з кульової стрільби чемпіонати проводяться разом, а в роки проведення Літніх Олімпійських ігор не проводяться. У 1961, 1967, 1973, 1975 і 1983 роках чемпіонати світу зі стендової стрільби пройшли спільно з чемпіонатами світу зі стрільби по рухомій мішені.
| Рік           | Дата                  | Місце проведення           |
| ------------- | --------------------- | -------------------------- |
| 1929* Деталі  | 11—14 серпня          | Стокгольм, Швеція          |
| 1930 Деталі   |                       | Рим, Італія                |
| 1931* Деталі  | 30 серпня—6 вересня   | Львів, Польща              |
| 1933 Деталі   |                       | Вена, Австрія              |
| 1934 Деталі   |                       | Будапешт, Угорщина         |
| 1935 Деталі   |                       | Брюссель, Бельгія          |
| 1936 Деталі   |                       | Берлін, Німеччина          |
| 1937* Деталі  | 30 липня—9 серпня     | Гельсінкі, Фінляндія       |
| 1938 Деталі   |                       | Лугачовице, Чехословаччина |
| 1939 Деталі   |                       | Берлін, Німеччина          |
| 1947* Деталі  | 1—10 серпня           | Стокгольм, Швеція          |
| 1949* Деталі  | 4—13 листопада        | Буенос-Айрес, Аргентина    |
| 1950 Деталі   |                       | Мадрид, Іспанія            |
| 1952* Деталі  | 13—18 серпня          | Осло, Норвегія             |
| 1954* Деталі  | 17—24 листопада       | Каракас, Венесуела         |
| 1958* Деталі  | 17—23 серпня          | Москва, СССР               |
| 1959 Деталі   | 29 жовтня—3 листопада | Каїр, ОАР                  |
| 1961** Деталі | 10—17 червня          | Осло, Норвегія             |
| 1962* Деталі  | 11—20 жовтня          | Каїр, ОАР                  |
| 1965 Детали   |                       | Сантьяго, Чилі             |
| 1966* Детали  | 14—24 липня           | Вісбаден, Німеччина        |
| 1967** Деталі |                       | Болонья, Італія            |
| 1969 Деталі   |                       | Сан-Себастьян, Іспанія     |
| 1970* Деталі  | 17—26 жовтня          | Фенікс, США                |
| 1971 Деталі   | 18—23 вересня         | Болонья, Італія            |
| 1973** Деталі | 15—20 листопада       | Мельбурн, Австралія        |
| 1974 Деталі   | 20—28 вересня         | Берн, Швейцарія            |
| 1975** Деталі | 12—19 вересня         | Мюнхен, Німеччина          |
| 1977 Деталі   | 8—17 вересня          | Антіб, Франція             |
| 1978* Деталі  | 24 вересня—5 жовтня   | Сеул, Південна Корея       |
| 1979 Деталі   | 1—14 жовтня           | Монтекатіні-Терме, Італія  |
| 1981 Деталі   | 22—31 жовтня          | Тукуман, Аргентина         |
| 1982* Деталі  | 1—14 листопада        | Каракас, Венесуела         |
| 1983** Деталі | 15—25 червня          | Едмонтон, Канада           |
| 1985 Деталі   | 1—10 вересня          | Монтекатіні-Терме, Італія  |
| 1986* Деталі  | 5—14 вересня          | Зуль, НДР                  |
| 1987 Деталі   | 1—8 листопада         | Валенсія, Венесуела        |
| 1989 Деталі   | 4—10 вересня          | Монтекатіні-Терме, Італія  |
| 1990* Деталі  | 7—19 серпня           | Москва, СССР               |
| 1991 Деталі   | 7—14 листопада        | Перт, Австралія            |
| 1993 Деталі   |                       | Барселона, Іспанія         |
| 1994* Деталі  | 23 липня—4 серпня     | Фаньяно-Олона, Італія      |
| 1995 Деталі   |                       | Нікосія, Кіпр              |
| 1997 Деталі   |                       | Ліма, Перу                 |
| 1998* Деталі  | 14—28 липня           | Барселона, Іспанія         |
| 1999 Деталі   | 1—12 липня            | Тампере, Фінляндія         |
| 2001 Деталі   | 28 квітня—8 травня    | Каїр, Єгипет               |
| 2002* Деталі  | 2—16 июля             | Лахті, Фінляндія           |
| 2003 Деталі   | 10—17 вересня         | Нікосія, Кіпр              |
| 2005 Деталі   | 24—31 травня          | Лонато-дель-Гарда, Італія  |
| 2006* Деталі  | 21 липня—5 серпня     | Загреб, Хорватія           |
| 2007 Деталі   | 1—10 вересня          | Нікосія, Кіпр              |
| 2009 Деталі   | 6—17 серпня           | Марибор, Словаччина        |
| 2010* Деталі  | 29 липня—11 серпня    | Мюнхен, Німеччина          |
| 2011 Деталі   | 3—14 вересня          | Белград, Сербія            |
| 2013 Деталі   | 14—23 вересня         | Ліма, Перу                 |
| 2014 Деталі   | 6—20 вересня          | Гранада, Іспанія           |
| 2015 Деталі   | 9—18 вересня          | Лонато-дель-Гарда, Італія  |
| 2017 Деталі   |                       | Москва, Росія              |

| *  | — чемпіонати світу зі стендової стрільби, проведені в рамках чемпіонати світу зі стрільби                    |
| ** | — чемпіонати світу зі стендової стрільби, проведені разом з чемпіонатами світу зі стрільби по рухомій мішені |

## Загальний залік
Враховано всі медалі станом на завершення чемпіонату світу 2012 року включно.
| Місце   | Країна               | Золото | Срібло | Бронза | Загалом |
| ------- | -------------------- | ------ | ------ | ------ | ------- |
| 1       | СССР                 | 258    | 162    | 106    | 526     |
| 2       | США                  | 192    | 182    | 173    | 547     |
| 3       | Швейцарія            | 174    | 146    | 126    | 446     |
| 4       | Італія               | 107    | 89     | 94     | 290     |
| 5       | Китай                | 92     | 87     | 58     | 237     |
| 6       | Швеція               | 74     | 102    | 112    | 288     |
| 7       | Фінляндія            | 70     | 91     | 93     | 254     |
| 8       | Росія                | 66     | 52     | 49     | 167     |
| 9       | Франція              | 58     | 89     | 100    | 247     |
| 10      | Норвегія             | 41     | 57     | 58     | 156     |
| 11      | Угорщина             | 37     | 40     | 48     | 125     |
| 12      | Німеччина            | 35     | 38     | 38     | 111     |
| 13      | Німеччина            | 32     | 30     | 41     | 103     |
| 14      | Бельгія              | 23     | 17     | 29     | 69      |
| 15      | Польща               | 21     | 23     | 19     | 63      |
| 16      | Велика Британія      | 20     | 14     | 31     | 65      |
| 17      | Естонія              | 20     | 12     | 14     | 46      |
| 18      | Чехія                | 18     | 25     | 14     | 57      |
| 19      | Чехословаччина       | 16     | 23     | 25     | 64      |
| 20      | Аргентина            | 16     | 7      | 10     | 33      |
| 21      | Данія                | 15     | 22     | 28     | 65      |
| 22      | Іспанія              | 15     | 17     | 21     | 53      |
| 23      | НДР                  | 14     | 22     | 31     | 67      |
| 24      | Австралія            | 14     | 21     | 9      | 44      |
| 25      | Україна              | 13     | 20     | 31     | 64      |
| 26      | Болгарія             | 13     | 12     | 11     | 36      |
| 27      | Південна Корея       | 12     | 14     | 26     | 52      |
| 28      | Канада               | 11     | 13     | 5      | 29      |
| 29      | Югославія            | 6      | 11     | 5      |         |
| 30      | Індія                | 6      | 2      | 8      | 16      |
| 31      | Кувейт               | 6      | 1      | 6      | 13      |
| 32      | Австрія              | 5      | 11     | 15     | 31      |
| 33      | Білорусь             | 5      | 7      | 9      | 21      |
| 34      | Нідерланди           | 4      | 12     | 14     | 30      |
| 35      | Румунія              | 4      | 11     | 11     | 26      |
| 36      | Кіпр                 | 4      | 2      | 1      | 7       |
| 37      | Казахстан            | 4      | 1      | 6      | 11      |
| 38      | Словаччина           | 3      | 10     | 17     | 30      |
| 39 - 40 | Мексика              | 3      | 2      | 3      | 8       |
| 39 - 40 | КНДР                 | 3      | 2      | 3      | 8       |
| 41      | Японія               | 2      | 5      | 3      | 10      |
| 42      | Азербайджан          | 2      | 3      | 0      | 5       |
| 43      | Венесуела            | 2      | 2      | 2      | 6       |
| 44      | Південна Африка      | 2      | 2      | 1      | 5       |
| 45      | Колумбія             | 2      | 1      | 4      | 7       |
| 46      | Чилі                 | 2      | 1      | 0      | 3       |
| 47      | Португалія           | 1      | 6      | 3      | 10      |
| 48      | Сербія               | 1      | 4      | 2      | 7       |
| 49      | Єгипет               | 1      | 2      | 4      | 7       |
| 50 - 51 | Бразилія             | 1      | 2      | 3      | 6       |
| 50 - 51 | Словенія             | 1      | 2      | 3      | 6       |
| 52      | Сербія та Чорногорія | 1      | 2      | 0      | 3       |
| 53      | Китай                | 1      | 1      | 2      | 4       |
| 54 - 55 | Ірландія             | 1      | 1      | 1      | 3       |
| 54 - 55 | ОАЕ                  | 1      | 1      | 1      | 3       |
| 56 - 57 | Ізраїль              | 1      | 1      | 0      | 2       |
| 56 - 57 | Латвія               | 1      | 1      | 0      | 2       |
| 58      | Монголія             | 1      | 0      | 2      | 3       |
| 59      | Вірменія             | 1      | 0      | 0      | 1       |
| 60      | Литва                | 0      | 4      | 1      | 5       |
| 61      | Куба                 | 0      | 3      | 5      | 8       |
| 62 - 64 | Греція               | 0      | 2      | 1      | 3       |
| 62 - 64 | Таїланд              | 0      | 2      | 1      | 3       |
| 62 - 64 | Грузія               | 0      | 2      | 1      | 3       |
| 65      | Туреччина            | 0      | 1      | 1      | 2       |
| 66 - 67 | Ліван                | 0      | 1      | 0      | 1       |
| 66 - 67 | Румунія              | 0      | 1      | 0      | 1       |
| 68      | Сан-Марино           | 0      | 0      | 5      | 5       |
| 69 - 75 | ОАЕ                  | 0      | 0      | 1      | 1       |
| 69 - 75 | Албанія              | 0      | 0      | 1      | 1       |
| 69 - 75 | Хорватія             | 0      | 0      | 1      | 1       |
| 69 - 75 | Гватемала            | 0      | 0      | 1      | 1       |
| 69 - 75 | Перу                 | 0      | 0      | 1      | 1       |
| 69 - 75 | Пуерто-Рико          | 0      | 0      | 1      | 1       |
| 69 - 75 | Уругвай              | 0      | 0      | 1      | 1       |
| Всього  | Всього               | 1555   | 1552   | 1551   | 4658    |